# Nietalahti
Nietalahti är en sjö i Finland, på gränsen till Ryssland. Den ligger i kommunen Ilomants i landskapet Norra Karelen, i den sydöstra delen av landet, 400 km nordost om huvudstaden Helsingfors. Nietalahti ligger 144,7 meter över havet. Den är 15,81 meter djup. Arean är 6,03 kvadratkilometer och strandlinjen är 43,49 kilometer lång. Sjön  ingår i Vuoksens huvudavrinningsområde. 